# 체인지 (1996년 영화)
《체인지》(영어: Wish Upon a Star)는 미국에서 제작된 블레어 트루 감독의 1996년 판타지 코미디 드라마 텔레비전 영화이다. 캐서린 하이글, 대니엘 해리스 등이 출연하였고, 돈 셰인 등이 제작에 참여하였다.

## 줄거리
15살 헤일리는 수학과 과학에 뛰어나지만 내성적이고 촌스럽다. 반대로 18살 언니 알렉시아는 세련되고 인기가 많으며, 운동 선수 남자친구 카일과 사귀고 있다.
알렉시아를 부러워하고 카일을 짝사랑하던 헤일리는 어느날 밤 별똥별에 대고 알렉시아가 되게 해달라고 소원을 빈다. 다음날 아침 자매는 두 사람의 몸이 뒤바뀌었다는 사실을 알게 된다.

## 출연
- 캐서린 하이글 - 알렉시아 휘턴 역
- 대니엘 해리스 - 헤일리 휘턴 역
- 돈 제프코트 - 카일 하딩 역
- 스콧 윌킨슨 - 벤저민 "벤" 휘턴 역
- 메리 파커 윌리엄스 - 낸 휘턴 역
- 로이스 차일스 - 교장 메리 미터밀러 역

## 기타 제작진
- 배역: 캐런 마지오타, 메리 마지오타
- 미술: 마크 호플링
- 의상: 러웨인 콜